# إيه جي إم-123 سكايبر الثاني
إيه جي إم-123 سكايبر الثاني (بالإنجليزية: AGM-123 Skipper II)‏ هو صاروخ موجه بالليزر قصيرة المدى طور من قبل بحرية الولايات المتحدة. كان الهدف من «سكايبر» هو أن يكون بمثابة صاروخ مضاد للسفن، قادر على تعطيل أكبر السفن بواسطة الرؤوس الحربية التي بيلغ وزن الواحد 1000 رطل (450 كجم).
وهو يتألف من قنبلة مارك 83 مزودة Paveway عدة توجيهات واثنين مرقس 78 صواريخ تعمل بالوقود الصلب التي تطلق على الإطلاق. تسمح للصواريخ الذخيرة إلى إسقاط بعيدا عن الهدف من شأنه الإفراج عن سقوط القنابل، مما يساعد على حماية تسليم الطائرات من سطح إلى صواريخ الجوية والمدفعية المضادة للطائرات بالقرب من الهدف.

## وصلات خارجية
- Designation systems - Emerson Electric AGM-123 Skipper II
- Federation of American Scientists - AGM-123 Skipper II